# 锤吸管虫属
锤吸管虫属是纖毛蟲吸管亞綱內生芽目的一个属，一个例子是浮萍锤吸管虫（Tokophrya lemnarum）。舊屬Dendrosomatidae科，今屬獨自的锤吸管虫科。

## 物種
截至2024年12月9日，ITIS列出本屬包括下列兩個屬：
- Tokophrya cyclopum
- Tokophrya infusionum
- 浮萍锤吸管虫 Tokophrya lemnarum[1]
- 四分锤吸管虫 Tokophrya quadripartita